# Lepidopria pedestris
Lepidopria pedestris (лат.) — вид паразитических мирмекофильных наездников семейства Диаприиды надсемейства Proctotrupoidea (или Diaprioidea) подотряда Стебельчатобрюхие отряда Перепончатокрылые насекомые. Кроме этого вида к роду Lepidopria относятся Lepidopria masneri Notton, 1994 из Японии и Кореи и североамериканский вид Lepidopria aberrans Brunes, 1916, который условной отнесен к этому роду.

## Описание
Длина тела 1,3—1,9 мм. Окраска тела тёмно-бурая. Ноги и усики жёлтые. Усики 12-члениковые с булавой из 2 сегментов. Обладают характерным стебельком петиолем, напоминающим такой же у муравьёв.
Встречаются в гнёздах муравьёв Solenopsis fugax, а также выводился из пупариев тахин и имаго пластинчатоусых жуков.
Обнаружены в Западной Европе (Германия, Италия, Франция), а также на Украине.